# Seiichi Sakiya
Seiichi Sakiya (崎谷 誠一, Sakiya Seiichi, Hiroshima, 1 december 1950) is een Japans voormalig voetballer die als aanvaller speelde.

## Clubcarrière
In 1966 ging Sakiya naar de Sanyo High School, waar hij in het schoolteam voetbalde. Nadat hij in 1969 afstudeerde, ging Sakiya spelen voor Yawata Steel, de voorloper van Nippon Steel. In 13 jaar speelde hij er 193 competitiewedstrijden en scoorde 48 goals. Sakiya beëindigde zijn spelersloopbaan in 1981.

## Japans voetbalelftal
Seiichi Sakiya debuteerde in 1971 in het Japans nationaal elftal en speelde 3 interlands.

## Statistieken
| Japans voetbalelftal | Japans voetbalelftal | Japans voetbalelftal |
| Jaar                 | Wed.                 | Dlp.                 |
| -------------------- | -------------------- | -------------------- |
| 1971                 | 2                    | 0                    |
| 1972                 | 1                    | 0                    |
| Totaal               | 3                    | 0                    |